# إي يونغ بيو

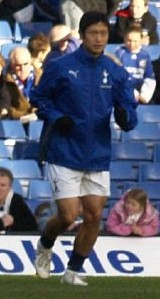
لي يونغ بو

لي يونغ بيو، من مواليد 23 أبريل 1977 في هونغتشون في كوريا الجنوبية، لاعب كرة قدم كوري جنوبي، وهو يلعب مع نادي فانكوفر وايتكابس ومنتخب كوريا الجنوبية لكرة القدم.
بدأ بو مسيرته الكروية في نادي أنيانغ تشيتاهز الكوري الجنوبي في عام 2000، ولعب معهم حتى عام 2002، وشارك خلال تلك الفترة في 70 مباراة وسجل 3 أهداف، وفي عام 2002 انتقل إلى نادي بي أس في آيندهوفن الهولندي، ولعب معهم حتى عام 2005، وشارك معهم في 82 مباراة وسجل هدف واحد، وفي عام 2005 انتقل إلى نادي توتنهام هوتسبير الإنجليزي، في عام 2007 انتقل إلى نادي بوريسيا دورتموند الألماني ولعب معهم حتى 2009 وانتقل إلى نادي الهلال السعودي
و قد لعب بيو مع منتخب كوريا الجنوبية لكرة القدم في كأس العالم لكرة القدم 2002 و2006 و2010 وبعد كأس العالم الأخيرة أعلن اعتزاله دولياً.
و ثم في عام 2012 عاد ليلعب في الدوري الأمريكي MLS ليلعب كظهير أيمن لنادي فانكوفر وايت كابس Vancouver Whitecaps

## وصلات خارجية
- إي يونغ بيو على موقع الاتحاد الدولي (مؤرشف)  (الإنجليزية)
- إي يونغ بيو على موقع دوري كوريا الجنوبية (الإنجليزية)
- إي يونغ بيو على موقع الدوري الأمريكي (الإنجليزية)
- إي يونغ بيو على موقع قاعدة بيانات كرة القدم.إي يو (الإنجليزية)
- إي يونغ بيو على موقع ناشيونال فوتبول تيمز (الإنجليزية)
- إي يونغ بيو على موقع Soccerbase.com (لاعب) (الإنجليزية)
- إي يونغ بيو على موقع Soccerway.com (الإنجليزية)
- إي يونغ بيو على موقع عالم كرة القدم.نت (الإنجليزية)
- إي يونغ بيو على موقع أوليمبيديا (الإنجليزية)